# Signal Hill (Neufundland)

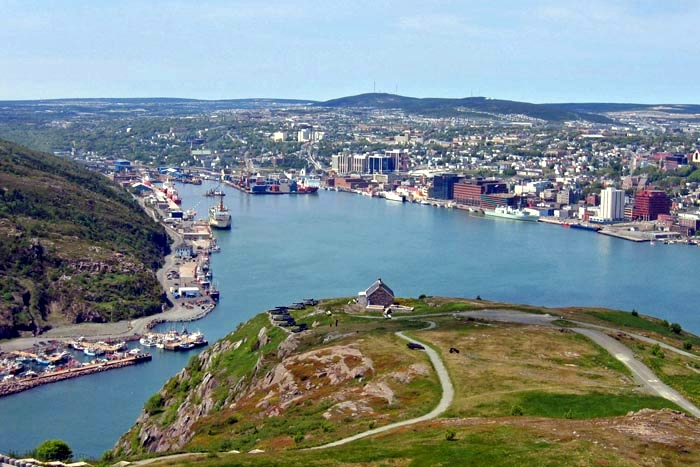
Blick auf St. John’s mit dem Signal Hill im Vordergrund

Der Signal Hill ist ein Hügel an der neufundländischen Atlantikküste an der Nordseite der Hafeneinfahrt von St. John’s. Wenige Kilometer südlich befindet sich Cape Spear, der östlichste Punkt Nordamerikas.

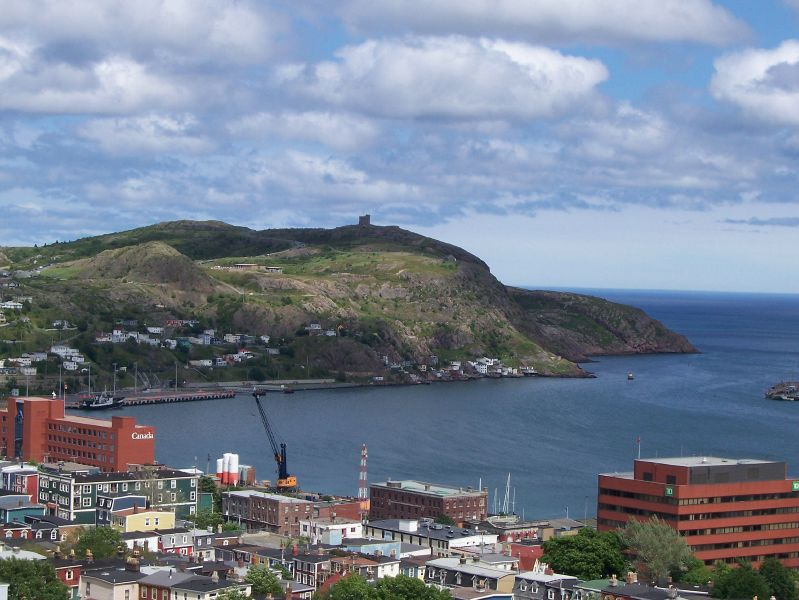
Signal Hill mit Cabot Tower an der Nordseite der Hafenausfahrt

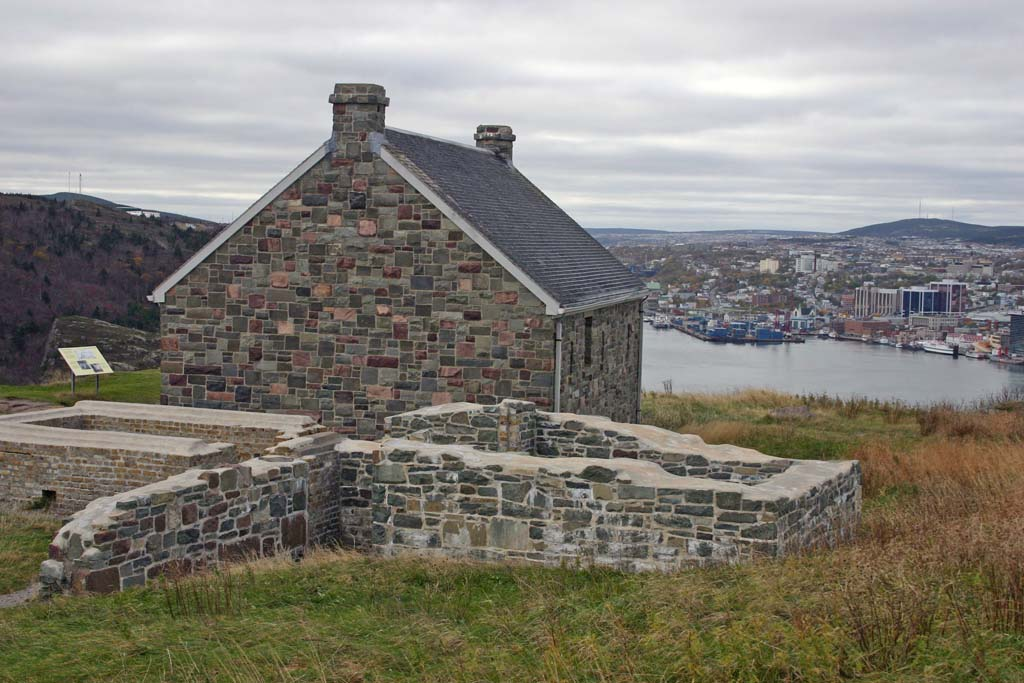
Queen’s Battery Barracks

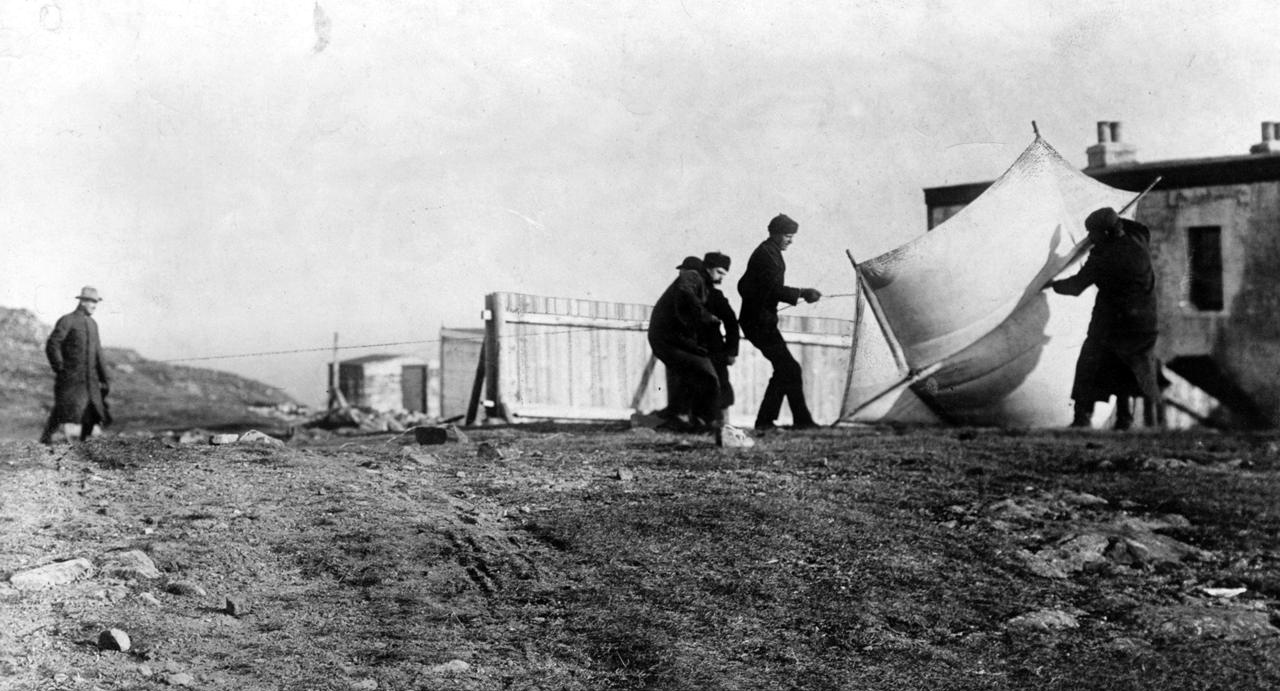
Arbeiten im Dezember 1901 beim Aufstellen der Antennen für den Empfang des ersten transatlantischen Funksignals

Aufgrund der strategisch wichtigen Lage gab es bereits Mitte des 17. Jahrhunderts Befestigungsanlagen auf dem Hügel. Einer der letzten Kämpfe des Siebenjährigen Kriegs auf nordamerikanischem Boden, bei dem Frankreich St. John’s an Großbritannien verlor, wurde am Signal Hill ausgetragen. Diese Gefecht wurde am 25. Mai 1959, als „Battle of Signal Hill“, durch die kanadische Regierung zu einem „nationalen historischen Ereignis“ erklärt. Der befehlshabende britische Colonel William Amherst benannte die bis dahin als „The Lookout“ bekannte Anhöhe in „Signal Hill“ um, da von einem Flaggenmast aus Signale für einlaufende Schiffe und die Stadt gegeben wurden.
Bei einer ersten Bebauung des Signal Hill Ende des 18. Jahrhunderts entstand eine Zitadelle. Während der Napoleonischen Kriege und des Sezessionskriegs im 19. Jahrhundert waren auf dem Hügel Truppen stationiert. Es folgte der Bau der Queen’s Battery Barracks, die mittlerweile auf dem Stand von 1862 wiederaufgebaut wurden. Zwischen 1870 und 1920 gab es drei verschiedene Krankenhäuser auf Signal Hill, die alle durch Brände zerstört wurden. In einem dieser Hospitäler empfing Guglielmo Marconi am 12. Dezember 1901 das erste transatlantische Funksignal. 1897 begann der Bau des Cabot Towers, der 1900 offiziell eröffnet wurde. Während des Zweiten Weltkriegs waren auf Signal Hill Flugabwehrgeschütze stationiert.
Heute ist der Hügel Teil der Signal Hill National Historic Site of Canada, einer Gedenkstätte unter der Verwaltung von Parks Canada, und mit Besucherzentrum und Wanderwegen eine der Attraktionen von St. John’s. Der Hügel mit dem Cabot Tower wurde am 30. Mai 1951 zur National Historic Site of Canada in Neufundland und Labrador erklärt.